# Urothemis luciana
Urothemis luciana é uma espécie de libelinha da família Libellulidae.
É endémica da África do Sul. 